# Ајан сир Мијерон
Ајан сир Мијерон (фр. Aillant-sur-Milleron) насеље је и општина у централној Француској у региону Центар (регион), у департману Лоаре која припада префектури Монтаржи.
По подацима из 2005. године у општини је живело 368 становника, а густина насељености је износила 13,7 становника/km². Општина се простире на површини од 26,93 km². Налази се на средњој надморској висини од 170 метара (максималној 196 m, а минималној 138 m).

## Демографија
| 1962. | 1968. | 1975. | 1982. | 1990. | 2011. |
| ----- | ----- | ----- | ----- | ----- | ----- |
| 327   | 305   | 314   | 286   | 302   | 386   |

График промене броја становника у току последњих година